# Атентат срещу Йоан Павел II
Атентатът срещу Йоан Павел II е покушение срещу папа Йоан Павел II, извършено в сряда на 13 май 1981 г. на площад „Св. Петър“ във Ватикана. Докато излиза на площада папата е прострелян и тежко ранен от Мехмет Али Агджа от Турция (член на свързаната със секретната натовска мрежа Гладио ултра националистическа турска организация „Сивите вълци“). Папата е уцелен четири пъти и претърпява загуба на голямо количество кръв но според него Света Богородица го спасява, той оцелява и се възстановява от покушението. Агджа е задържан незабавно и по-късно осъден на доживотен затвор от италианския съд. По молба на папата Агджа е помилван от италианския президент Карло Чампи (Carlo Azeglio Ciampi) през юни 2000 г., но е репатриран в турски затвор където да лежи за извършеното от него убийство на турски журналист за което е осъден в родината си, впоследствие е освободен.
По показания на Агджа за съучастничество в подготовката на атентата са обвинени по-късно още трима турци и са набедени българските граждани:
- Сергей Антонов, ръководител на бюрото на Българска гражданска авиация (БГА) „Балкан“ в Рим – считан за координатор на покушението, задържан (от ноември 1982 до март 1986), съден и освободен поради липса на доказателства за вина;
- подполк. Желю Василев и Тодор Айвазов, служители на посолството на България в Италия, които успяват да се завърнат в София преди издирването им за арестуването им.

Обвинението към българите („Българската следа“) се експлоатира на Запад за разгръщане на широка пропаганда кампания срещу НРБ и ДС, СССР и КГБ, както и срещу целия социалистически лагер. Водещи в раздухването на клеветите са поддържаните от западните специални централи манипулативни публикации на Пол Хенци и Клеър Стерлинг.
През 1985, в Рим, Чатлъ, лидерът на Сивите вълци, заявява пред медиите, че му са били предложени 3 милиона германски марки от немското разузнаване, за да обвини българското и руското разузнаване за атентата срещу папа Йоан Павел ІІ.
Италианското правосъдие след продължително следствие и съдебен процес, не намира за виновни в никаква степен обвинените българи и дълго държаният в затвора Антонов в е освободен.
По покана на българската държава и на Католическата общност в страната главата на Римо-католическата църква пристигна на поклонничество в България. Това високо посещение бе с много голямо значение за страната, тъй като опроверга окончателно инсинуациите с „българската следа“ в атентата. Лично Папа Йоан Павел при срещата си с президента Георги Първанов открито заяви, че никога не е вярвал България да е замесена в атентата, извършен през 1981 г. С посещението си Римския епископ, по време на което България бе в центъра на интереса на световната общественост, окончателно изчисти името на страната от остатъците на пропагандните клевети от времето на Студената война, и допринесе за утвърждаването на нейния престиж.